# Kaleen
Marie-Sophie Kreissl, née le 12 novembre 1994, connue professionnellement sous le nom de Kaleen, est une chanteuse, danseuse et chorégraphe autrichienne. Elle représente l'Autriche au Concours Eurovision de la chanson 2024 avec la chanson We Will Rave,.

## Jeunesse
Kaleen grandit à Ried im Traunkreis en Haute-Autriche. Elle est la petite-fille de Hanneliese Kreißl-Wurth (de), compositrice, parolière et productrice dans les genres de musique à succès et folk. Elle prend des cours de ballet pour la première fois à l'âge de deux ans. À l'âge de sept ans, elle remporte son premier titre de championne d'Autriche.

## Carrière
Kaleen cite Dua Lipa, Little Mix, Ariana Grande, Beyoncé et Zara Larsson comme ses influences musicales.
En 2014, elle participe à la version allemande du concours de danse Got to Dance (de) et atteint la finale avec son partenaire. Depuis 2020, elle travaille comme chorégraphe et réalisatrice pour ORF, notamment pour le spectacle Starmania. En 2021, elle fonde son propre label, Wifi Records. Son premier album, Stripping Feelings, sort en septembre 2023.
Depuis 2018, elle participe également au Concours Eurovision de la chanson et au Concours Eurovision de la chanson junior à divers postes : en tant que chanteuse suppléante pour les répétitions ; en tant que danseuse et chorégraphe pour les numéros d'intervalle du concours 2018 ; en tant que directrice créative pour l'Espagne et la Bulgarie pour l'édition 2021 du concours junior ; en tant que directrice créative pour l'Espagne et metteuse en scène générale du concours 2022 ; et elle a aidé à créer les spectacles scéniques pour l'Autriche, l'Arménie, l'Allemagne et la Géorgie en 2023.
Le 16 janvier 2024, il est annoncé que Kaleen a été sélectionnée en interne comme représentante de l'Autriche au Concours Eurovision de la chanson 2024, qui se tiendra à Malmö, en Suède. La chanson, intitulée We Will Rave, est décrite comme dance-pop et inspirée par la techno. Elle sort le 1er mars 2024,. Le 11 mai 2024, lors de la deuxième demi-finale du Concours, elle parvient à se qualifier pour la finale du 13 mai, durant laquelle lui échoit la 24ème et avant-dernière place. 

## Discographie

### Albums studios
| Titre              | Détails |
| ------------------ | --- |
| Stripping Feelings | - Sortie : 22 septembre 2023 - Étiquette : Wifi Records - Formats : téléchargement numérique, diffusion en continu |

### Singles
| Single                    | Année | Album ou EP        |
| ------------------------- | ----- | ------------------ |
| Too Good to Not           | 2021  |                    |
| Don't Wanna Leave You Now | 2021  |                    |
| Games                     | 2022  |                    |
| Put You Down              | 2022  |                    |
| What It Feels Like        | 2023  | Stripping Feelings |
| Taking Chances            | 2023  | Stripping Feelings |